# Fannia pellucida
Fannia pellucida är en tvåvingeart som först beskrevs av Stein 1898.  Fannia pellucida ingår i släktet Fannia och familjen takdansflugor. Inga underarter finns listade i Catalogue of Life.